# Curimata cisandina
Curimata cisandina är en fiskart som först beskrevs av Allen 1942.  Curimata cisandina ingår i släktet Curimata och familjen Curimatidae. Inga underarter finns listade i Catalogue of Life.